# Plusiodonta compressipalpis

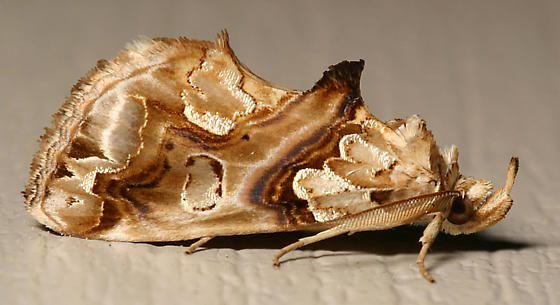
Rötlich braune Farbvariante

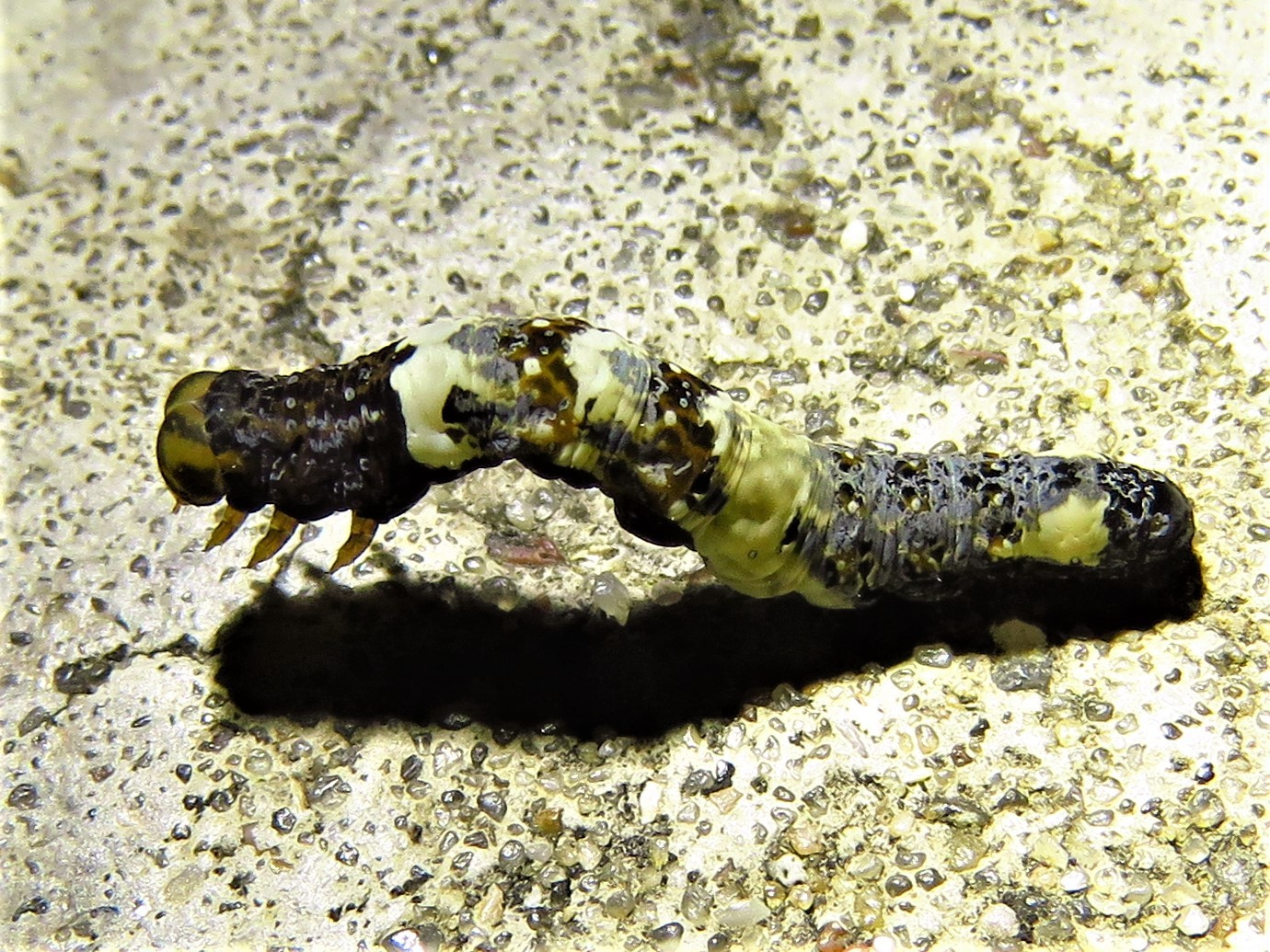
Raupe

Plusiodonta compressipalpis ist ein in Nordamerika vorkommender Schmetterling (Nachtfalter) aus der Familie der Eulenfalter (Noctuidae).

## Merkmale

### Falter
Die Falter erreichen eine Flügelspannweite von 25 bis 33 Millimetern. Die Vorderflügeloberseite ist graubraun bis rötlich braun gefärbt und mit dunklen  Schattierungen und Marmorierungen versehen. Die Basalregion ist stark aufgehellt und Richtung Mittelfeld mit auffälligen Bogenlinien begrenzt. Das Mittelfeld wird von bläulichen Querlinien eingefasst, die schon nach kurzer Lebensdauer verblassen. Die äußere Querlinie ist stark gewellt. Am Innenrand verjüngt sich das Mittelfeld zu einem mit dunklen Fransen bewachsenen, deutlich vorspringenden Zahn. Eine Nierenmakel hebt sich mehr oder weniger deutlich ab. In der Apikalregion befinden sich dunkelbraune Pfeilflecke. Die Hinterflügeloberseite ist zeichnungslos graubraun. Der Hinterleib der Falter ist pelzig behaart. Die Palpen sind auffällig nach oben gebogen. Aufgrund der sehr markanten Zeichnung sind die Falter unverwechselbar.

### Raupe
Ausgewachsene Raupen sind wechselnd schwarz und weiß gefärbt. Sie ähneln Vogelkot. Durch diese Vogelkotmimese sind sie vor Fressfeinden weitgehend geschützt.

## Verbreitung und Lebensraum
Das Verbreitungsgebiet von Plusiodonta compressipalpis erstreckt sich durch das klimatisch gemäßigte mittlere und östliche Nordamerika. Das westlichste Vorkommen betrifft  Regionen in Arizona. Zu den Lebensräumen der Art zählen offene Laubwälder, halbschattige Flussufer und Hecken.

## Lebensweise
Die Falter fliegen in zwei Generationen, schwerpunktmäßig von Mai bis September. Sie sind nachtaktiv und besuchen künstliche Lichtquellen. Die Raupen ernähren sich bevorzugt von dem zu den Mondsamen (Menispermum) zählenden Amerikanischen Mondsamen (Menispermum canadense).

## Gefährdung
Nach Angaben von NatureServe wird die Art als apparently secure („offenbar nicht gefährdet“) eingestuft.